# 중국의 낙태
중국의 낙태은 임신 기간 내내 합법이며, 전국적으로 보편적이게 적용된다. 대부분의 여성들에게 중국의 가족 계획 프로그램, 공립 병원, 사립 병원 및 전국의 클리닉을 통해 낙태 서비스가 제공된다.  산모의 건강이 위험할 때 낙태를 허용하고 이러한 상황에서 쉽게 접근할 수 있게 한 것은 1950년대 중국이었다. 중국 공산주의 혁명과 중국 인민 공화국 선포 이후, 중국은 때때로 보수적인 낙태 정책에서 자유로운 낙태정책으로 바뀌고 반복되었다. 지방 정부의 규정에 따라 낙태 규정은 달라질 수 있다. 성별 선택적 낙태를 억제하기 위해 지앙시와 구이저우는임신 14주 이후의 의료적으로 필요하지 않은 낙태를 제한하고 있다. 그러나 대부분의 중국에서는 14주 이후의 선택적 낙태가 합법이다. 성별 선택적 낙태는 전국적으로는 불법이지만, 이전에는 일상적이었으며, 여전히 존재하는 중국의 성비 불균형을 야기했다.
과거에는 한 자녀 정책에 따라 중국 정부가 국민에게 피임과 낙태에 대한 실질적인 국가 서비스를 거의 보편적으로 제공하여 인구 조절을 시도했다. 이 정책은2015년에 두 자녀 정책으로 대체되고 이에 따라 축소되었으며, 다시 2021년에는 세 자녀 정책으로 대체되었다. 2022년에는 국가 보건 위원회가 비의료적으로 필요한 낙태를 줄이기 위해 사전 임신 건강 관리의 확대, 영유아 보육 서비스, 가족 친화적인 직장을 촉진하기위한 지방 정부의 노력을 향한 조치들을 추진할 것이라고 발표했다.

## 역사
중국의 전통적인 가치관은 생명이 출생과 함께 시작된다고 한다. 이러한 이유로 낙태 정책에 대한 공개적인 논쟁은 때로 격렬할 수 있지만, 강한 "프로 라이프" 또는 "프로 초이스" 입장을 거의 포함하지 않았다. 중국의 낙태에 대한 역사적인 논의는 주로 현대화에 대한 욕망을 중심으로 해왔다.(p. 8) 예를 들어, 마오 시대에는 정부의 논쟁이 주로 인구 규모와 경제 발전 간의 관계 및 다양한 가족 계획 메커니즘의 효과에 대한 의견 충돌로 진행되었다.(p. 6)

중국은 낙태를 합법화하고 쉽게 접근할 수 있도록 하는 데에 있어 개발도상국 중에서 선도적인 역할을 했다.

20세기 중국 국가 정책의 다른 영역들과 마찬가지로, 낙태와 출생 통제 정책 및 실천은 시간과 장소에 따라 다양했다.(pp. 5–6)

### 청나라 후기
청나라 후기에는 낙태가 다태로 불리거나 자음이 떨어지는 것을 뜻하는 둘태 또는 추태로 언급되었다.(pp. 20–21) 이것은 금지되었다.(p. 5)

### 공화국 시대
중국의 공화국 시대에는 국가가 청나라 후기 개혁가들과 서양 정부를 모방하여 낙태에 대한 완전한 금지를 부과했다.(p. 5) 1935년 국민 정부가 생명을 위협하는 임산부를 위한 낙태를 허용하기 전까지, 형법의 모든 항목에서 낙태는 불법이었다.(p. 5, 47) 두 차례의 중일 전쟁과 중국 내전으로 인해 국민 정부는 출산을 촉진하고 출산 통제 접근을 제한하고 낙태를 제한하는 정책을 채택했다.(p. 5, 42) 만약 약국이나 약제 회사가 약의 낙태 특성을 광고하면 면허를 상실할 수 있었다. (p. 47) 지방 정부들은 이 엄격한 국가적 틀을 바탕으로 확립되었다. 1929년에 베이징과 상하이 지방 정부는 낙태, 피임, 또는자극제 특성의 약물의 홍보와 유포를 금지했고, 1935년에는 티안진도 동일한 제한을 채택했다. (p. 47) 국민당의 시각에서는 피임은 낙태와 불륜을 촉진한다는 이유로 반대했다.(p. 49)
공화국 시대의 낙태 반대 조치는 국가 및 지역에 따라 간헐적이고 다양했다. (p. 47) 불법임에도 불구하고, 주요 도시에서는 낙태와 생리 유도제를 얻는 것이 어렵지 않았다.(p. 48) 공화국 시대에도 낙태는 출생 통제의 주요 수단으로 남아 있었다.(p. 78) 도시 지역에서는 경찰이 표준 재판 절차 밖에서 낙태 사례를 처리할 수 있었다.(p. 67)

### 중화인민공화국
1949년 중화인민공화국 선포 이후, 중국은 주기적으로 더 제한적인 낙태 정책에서 더 자유로운 낙태 정책으로 전환하거나 정책을 되돌리기도 했다.
처음에는 공화국 시대 중국과 마찬가지로 중화인민공화국도 출산 통제 접근과 낙태를 제한했다.(p. 5) 공화국 시대, 중국 정부의 견해는 중국의 준식민지 시기와 공화국 시대의 전쟁으로 인한 부담을 극복하기 위해 더 많은 노동자가 필요하다는 것이었다.(p. 73) 생산성 통제는 말투시주의와 연관되어 있어, 초기 중화인민공화국은 이러한 노력을 부르주아와 자본주의로 여겼다.(p. 74)그러나 몇 년 후에 중국은 낙태, 출산 통제, 그리고 난관 수술에 대한 제한을 완화하기 시작했다.(p. 73) 1950년대 초반, 중국 정부는 다음과 같은 경우에 낙태를 허용했다: 1) 산모가 결핵 또는 고혈증과 같은 기존 질환을 가지고 있어 그로 인해 임신이 산모의 생명에 위협이 될 경우; 2) 중국 전통 의학이 과잉 활동성 태아를 진정시킬 수 없고 자연 유산이 예상될 때; 3) 산모가 이미 제왕 절개를 두 번 이상 했을 경우. 불법적인 낙태를받거나 실시한 사람들에 대한 처벌이 법에 명시되었다.
중화인민공화국 초기의 낙태 정책 개혁자들은 rengong lichuan (인공 유산이라는 의미)이라는 용어를 낙태 절차를 가리키는 용어로 널리 사용하게 했다.(p. 77) 이 새로운 용어는 공화국 시대 동안 가장 많이 사용된 낙태 용어였던 둘태(태아를 떨어뜨린다는 의미)와의 결별을 의도했다.(p. 77) 이 개혁자들의 시각에서, 둘태는 자본주의적이고 불법적인 절차와 연관되어 있었으며, rengong lichuan은 과학적 발전과 현대성을 의미했다.(p. 77)
1953년 중화인민공화국 보건부인 리데쿠안(Li Dequan) 아래에서 보건부는 특정한 조건하에서 이러한 서비스에 접근을 합법화한 생식조절 및 인공 유산규정을 준비했다. 도시 지역은 가족 계획에 많은 제한을 유지하면서도 낙태에 대한 접근성이 높았다. 1950년대 중반에는 중국의 인구 증가가 지속 가능하지 않다는 우려로 인해 낙태법이 더욱 완화되었다.(p. 5) 1954년과 1956년에는 1953년 법률이 다른 기존 질병 및 장애(고혈압 및 간질과 같은)을 포함하도록 확장되었으며, 특정 유형의 직업에서 근무하는 여성도 해당 조건에 부합했다. 이미 네 명의 아이를 낳은 여성 중 최근 출산 후 네 개월 이내에 임신한 경우에도 낙태가 허용되었다. 낙태법의 개혁은 지역마다 다른 속도로 진행되었다.(p. 79)
1950년대, 고위 여성 공산당 캐드르는 낙태와 가임 수술에 대한 더 많은 접근성을 촉구하는 데 중요한 역할을 했다. 그들의 시각에서 여성은 너무 많은 아이를 가지고 있을 경우 "하늘 반쪽을 들어낼 수 없었고"[Feminism in Chinese communism|반만 하늘을 들어낼 수 없었다].(p. 75) 백꽃 운동(Hundred Flowers Movement) 기간 동안 유명 인텔리겐시아들도 중국의 증가주의적 정책을 비판했다.(p. 74) 1957년에는 보건부가 낙태법을 더욱 자유롭게 허용했다. 중앙 정부는 대도시의 노동자 및 work unit 직원들이 건강에 해로운 경우 낙태 또는 가임 수술을 받을 수 있도록 허용했으나, 현지에서의 시행은 불가능했다.(p. 98) 그 해 후반에는 국무원이
```
건강한 노동자들에게도 낙태 및 가임 수술을 허용했지만, 의료비는 본인 부담해야 했다.
(p.
 
98)
 또한 1957년에 상하이(그리고 후에 다른 도시들도)는 낙태 및 가임 수술의 의료비를 보조했다.
(p.
 
97)
```

그러나 이럼에도 불구하고, 여전히 많은 상황에서 낙태는 제한되었으며 1958년에는 많은 가족 계획 조치가 철회되었다. 1960년대 초반에는 상하이와 같은 중국 일부 지역에서 생식권이 되찾았으나, 1966년 문화 대혁명이 시작되면서 모든 가족 계획이 종료되었다.
이러한 제한은 정부가 인구 증가의 중요성을 강조하기 위한 방법으로 여겨졌다. 학자 니에 징바오(Nie Jing-Bao)는 이러한 법률들이 불법 낙태로 인해 여성들이 겪는 사망과 평생의 부상을 줄이고, 출산 계획과 함께 사용될 때 인구 통제의 형태로 기능하기 위해 1950년대 후반과 1960년대 초반에 완화 되었다고 설명한다.
1970년대에는 공식적으로 낙태가 중국의 인구 통제 목표를 달성하기 위한 "치료적 조치"로 지칭되었다. 1971년에는 낙태와 가임 수술이 무료로 제공되었고 환자들은 유급 휴가를 받을 수 있었다.(p. 184) 학자 사라 멜러스 로드리게즈(Sarah Mellors Rodriguez)가 수행한 현장 조사는 이러한 계획의 홍보가 불균일할 수 있음을 시사하는데, 그녀의 인터뷰 대상자들 중 많은 사람들이 그 당시의 이러한 정책을 알지 못했다는 것이다.(p. 184)
2021년, 중국의 정식 중국공산당 지원 공식 단체인 중국 가족계획협회와 중국의 주요 행정 기관인 국무원은 비의료적 목적으로의 낙태를 줄이기 위한 새로운 국가 지침을 발표했다. 이 단체는 지방 정부가 "비의료적 목적"으로 이루어지는 낙태의 수를 줄이고, 대신 생식 계획 및 출산 후 가족 계획 서비스에 대한 사전 임신 건강 관리서비스와 사후 출산 지원 서비스의 접근성을 개선하기 위한 사회 프로그램에 지출을 늘리도록 권고했다. 그러나, 난자 결찰술 접근이 제한되는 등의 출산 계획 방법에 대한 제한이 있었다. 이 정책 변화는 중국의 출생률 하락에 영향을 받았다고 분석가들에 의해 여겨지고 있다.
2022년 8월, 중국 국가 보건위원회가 "의료적으로 필요하지 않은 낙태를 줄이기 위한" 조치를 촉진하여 나라의 출생률을 높이려고 한다고 발표했다. 발표된 지원 조치에는 보험 및 세금 개선, 교육 및 주거 개선, 지역 정부에게 영유아 보육 서비스 및 가족 친화적 직장을 확대하도록 권장하는 것이 포함되어 있다.

## 통계

Percentage of conceptions which led to abortion in China

1950년대 초반까지 중국의 낙태율은 비교적 낮았으나, 1958년에는 5.3%로, 1962년에는 8.4%로 상승했다.(pp. 98–99) 일반적으로, 이 증가는 동시에 발생한 출산 계획 정책 때문으로 보인다.(p. 99)
1975년에 중국의 낙태율은 22.3%로, 단 4년 전의 거의 두 배에 달했다.(p. 158) 이 증가의 한 가지 이유는 맨발의 의사로 인해 농촌 중국에서 더 많은 낙태가 가능해졌기 때문이다.(p. 158) 1970년대와 1980년대 초반에는 낙태의 빈도가 꾸준히 증가했다.(p. 178) 1988년에는 거의 17%의 중국 여성이 낙태를 경험한 것으로 나타났다.(p. 179)
낙태율은 주로 도시와 농촌 지역에서 다르게 나타났다.(p. 179) 학자 토마스 샤르핑(Thomas Scharping)의 분석에 따르면, 1980년대에는 일반적으로 도시의 낙태율이 농촌보다 높았으며, 1990년대에는 이전에 낙태율이 낮았던 농촌 지역에서 낙태가 계속해서 더 많이 이루어지면서 농촌 지역의 낙태율이 도시를 추월했다.(p. 179)
현재 중국은 세계에서 가장 높은 낙태율을 보유하고 있다. 2015년에는 연간 약 1300만 건의 낙태가 이루어졌다. 중국 보건위원회는 2018년 현재 연간 900만 건 이상의 낙태가 실행되었다고 보고했다. 2020년 중국의 낙태 건수는 900만 건 미만이었다.
거트마커 연구소는 동남아시아에서의 낙태율 중 중국의 낙태율이 2015년부터 2019년까지 1000명의 생식 가능한 여성 당 49건으로 추정되며, 동남아시아에서 가장 높은 비율 중 하나로 나타났다고 보고했다.

중국 내 연구에 따르면, 낙태를 선택한 대부분의 중국 여성은 아이를 한 번도 낳지 않은 경우이다.

## 성별 선택적 낙태
중국에서는 임상적인 이유가 아닌 경우 태아의 성별 결정과 성별 선택적 낙태가 불법이다. 1986년, 가족 계획 위원회와 보건부는 유전적 질병 진단 외에는 태아의 성별 결정을 금지했다.(p. 191) 이 금지 조항을 위반하는 개인 또는 병원은 벌금을 부과받을 수 있다.(p. 191) 이 금지 조항은 1980년대, 1990년대, 그리고 2000년대초반에 반복해서 확인되었다.(p. 191)
그럼에도 불구하고, 성별 선택적 낙태는 중국에서 여전히 상대적으로 흔하다. 특히 1980년대 초에 의료 초음파 검사의 보급 이후 농촌 지역에서 더 흔하다. 1980년대 농촌 지역의 토지 개별 소유화 이후에는 가정의 생산성이 높아져 가족들이 자신들의 농촌 토지를 사유화하여 수입을 극대화하기 위해 아들을 선호했다.(p. 191)
성별 선택적 낙태는 여전히 중국의 성비 불균형에서 중요한 요인 중 하나이다. 이러한 불균형은 여성 출생률의 과소 보고나 여성 유아 사망률의 초과만으로는 설명할 수 없다. 2001년에는 100명의 여성에게 117명의 남자아이가 태어났다. 이러한 추세는 중국가정에서 아들을 선호하는 선호도의 지속성에 의해 설명된다.
2004년, 광동성은 성별 선택적 낙태를 억제하기 위해 의료적으로 필요하지 않은 경우에 14주 이후의 낙태를 금지하는 법을 시행했다.
2005년, 정부는 2010년까지 신생아 성비를 정상화하기 위한 열 가지 정책으로 구성된 행동 계획을 시작했다. 이 계획에 따라 성별 선택적 낙태와 태아의 성별 진단이 금지되었으며, 이를 위반하는 경우보다 엄한 처벌이 시행되었다. 다른 정책으로는 초음파 B 장비의 마케팅을 통제하고 의료 및 가족 계획 기관이 출산, 낙태, 임신에 대한 보고 시스템을 개선하는 것이 포함되어 있다.
강시에서는 임신 14주 이상인 여성은 의료 전문가 3명의 승인을 받아야 낙태가 의학적으로 필요한 것으로 확인된다. 강시의 관리자들은 해당 정책이 성별 선택적 낙태를 방지하기 위한 것이라고 설명했다.

## 낙태 방법
중국의 마오 시대 동안에는 중국 여성들과 부부들이 서양 의학, 전통 중국 의학 및 민간 전통을 기반으로 다양한 방법을 혼합하여 낙태와 출산 조절 방법을 많이 다르게 실천했다.(p. 10)

20세기 대부분의 시기 동안 중국 여성들이 (다른 국가들과 마찬가지로) 임신을 중단하기 위해 퀴닌(quinine)이라는 말라리아 약의 고의 과다 복용을 일반적으로 선택했다.(p. 1)
2019년 학자 Sarah Mellors Rodriguez가 실시한 약사 인터뷰에 따르면 일반 구매 약품과 "사후 피임약" 사용이 주로 약용 낙태제 사용을 대체했다는 것을 시사했다.(p. 182)
가족 계획 수단으로서의 낙태의 중요성은 현재 중국에서 의료 낙태(약을 통한 낙태, 조기 임신 시 실시할 수 있음)의 광범위한 실시로 나타난다. 낙태 약물의 사용은 중국 의사들에 의해 권장되는데, 이는 국내 생산된 미프리스톤의 높은 효과율(국내 생산 미프리스톤의 경우 90-97%, 국내 생산 RU-485의 경우 95%) 및 수술적 낙태에 비해 훨씬 침습적이지 않다는 점 때문이다. 적어도 2001년 이후 중국은 미페프리스톤(RU-486) 정제약의 약국 판매를 금지했지만 의사의 지도 하에 인증 병원에서 합법적으로 구입하고 사용할 수 있다.

## 같이 보기
- 중국의 여아 살해
- 중국 행정 구역 목록 (성비 기준)

## 참조 문헌
1. ↑  “세계 인구 정책 | 인구 분야”. 《www.un.org》. 2022년 6월 24일에 원본 문서에서 보존된 문서. 2022년 6월 24일에 확인함.
2. ↑  “세계의 낙태법”. 《Center for Reproductive Rights》 (미국 영어). 2022년 6월 23일에 원본 문서에서 보존된 문서. 2022년 6월 24일에 확인함.
3. ↑  Miller, Claire Cain; Sanger-Katz, Margot (2022년 1월 22일). “낙태법에 있어 미국은 유례 없다. 로에 없었다면 그 또한 마찬가지였을 것이다.”. 《The New York Times》 (미국 영어). ISSN 0362-4331. 2022년 6월 23일에 원본 문서에서 보존된 문서. 2022년 6월 24일에 확인함.
4. 1 2 3  “중국의 논란스러운 낙태 역사는 다른 문화적 시각이 필요하다.”. 《South China Morning Post》 (영어). 2022년 6월 19일. 2022년 10월 26일에 원본 문서에서 보존된 문서. 2023년 1월 1일에 확인함.
5. ↑  Gligorov, Nada (2008년 4월). “침묵 너머: 낙태에 대한 중국의 목소리”. 《개발도상국 생명윤리》 (영어) 8 (1): 53–55. doi:10.1111/j.1471-8847.2006.00170.x. ISSN 1471-8731.
6. ↑  “중국: 성별 선택적낙태 방지를 위한 새로운 규정이 우려를 불러일으킨다”. 《The Guardian》. 2018년 6월 22일. 2022년 6월 24일에 원본 문서에서 보존된 문서. 2022년 6월 24일에 확인함.
7. ↑  Hesketh, Therese; Lu, Li; Xing, Zhu Wei (2005). “The Effect of China's One-Child Family Policy after 25 Years”. 《New England Journal of Medicine》 353 (11): 1171–1176. doi:10.1056/NEJMhpr051833. PMID 16162890. 2012년 4월 21일에 원본 문서에서 보존된 문서. 2011년 12월 5일에 확인함.
8. ↑  “낙태법: 세계적 비교”. 《Council on Foreign Relations》 (영어). 2022년 6월 24일에 원본 문서에서 보존된 문서. 2022년 6월 24일에 확인함.
9. ↑  “소련과 중화인민공화국의 여성 생식 통제 시도”. DIG Organization. 2017. 2023년 1월 12일에 원본 문서에서 보존된 문서. 2023년 1월 12일에 확인함.
10. ↑  Rigdon, Susan (1996). “중국의 낙태법과 실천: 미국과의 비교 개요”. 《사회과학 및 의학》 (영어) 42 (96): 543–560. doi:10.1016/0277-9536(95)00173-5. ISSN 0277-9536. PMID 8643980.
11. 1 2 3 4  Rodriguez, Sarah Mellors (2023). 《현대 중국에서의 생식 현실: 출생 통제와 낙태, 1911-2021》. 영국 캠브리지: 케임브리지 대학교 출판사. ISBN 978-1-009-02733-5. OCLC 1366057905.
12. 1 2  Gligorov, Nada (2008년 4월). “침묵 너머: 중국의 낙태에 대한 목소리”. 《개발도상국 생명윤리》 (영어) 8 (1): 53–55. doi:10.1111/j.1471-8847.2006.00170.x. ISSN 1471-8731.
13. ↑  《Law in the People's Republic of China: Commentary, Readings, and Materials》. BRILL. January 1989. ISBN 9780792300557. 2023년 3월 25일에 원본 문서에서 보존된 문서. 2023년 3월 25일에 확인함.
14. ↑  “How the Soviet Union and People's Republic of China Sought to Control Women's Reproduction”. DIG Organization. 2017. 2023년 1월 12일에 원본 문서에서 보존된 문서. 2023년 1월 12일에 확인함.
15. ↑  《Unsafe Abortion and Women's Health: Change and Liberalization》. Routledge. 2016년 3월 9일. ISBN 9781317004202. 2023년 3월 25일에 원본 문서에서 보존된 문서. 2023년 3월 25일에 확인함.
16. ↑  《Occasional Monograph Series》. Interdisciplinary Communications Program, Smithsonian Institution. 1976. 2023년 3월 25일에 원본 문서에서 보존된 문서. 2023년 3월 25일에 확인함.
17. ↑  《Military Medicine》. Association of Military Surgeons of the United States. 1957. 2023년 3월 25일에 원본 문서에서 보존된 문서. 2023년 3월 25일에 확인함.
18. ↑  “How the Soviet Union and People's Republic of China Sought to Control Women's Reproduction”. DIG Organization. 2017. 2023년 1월 12일에 원본 문서에서 보존된 문서. 2023년 1월 12일에 확인함.
19. ↑  Nie, Jing-Bao (February 2010). “Limits of state intervention in sex-selective abortion: the case of China”. 《Culture, Health & Sexuality》 (영어) 12 (2): 205–219. doi:10.1080/13691050903108431. ISSN 1369-1058. PMID 19657805. S2CID 1021202.
20. 1 2  “China tightens abortion controls as population crisis looms”. 《Financial Times》. 2021년 9월 27일. 2022년 5월 28일에 원본 문서에서 보존된 문서. 2022년 5월 28일에 확인함.
21. ↑  “中国计划生育协会印发工作要点：2022年开展未婚人群人工流产干预专项行动”. 《www.muyingjie.com》. 2022년 4월 28일에 원본 문서에서 보존된 문서. 2022년 5월 4일에 확인함.
22. ↑  “In need of a baby boom, China clamps down on vasectomies”. 《The Washington Post》. 2021년 12월 9일. 2022년 4월 26일에 [https://www.washingtonpost.com/world/asia_pacific/china-birth-control-vasectomy/2021/12/09/c89cc902-50b

8-11ec-83d2-d9dab0e23b7e_story.html 원본 문서] |url= 값 확인 필요 (도움말)에서 보존된 문서. 2022년 4월 15일에 확인함. |url=에 라인 피드 문자가 있음(위치 104) (도움말)
23. ↑  “China quietly cuts back on vasectomies to stop falling birth rates”. MercatorNet. 2022년 1월 8일. 2022년 5월 24일에 원본 문서에서 보존된 문서. 2022년 4월 15일에 확인함.
24. ↑  “China to reduce abortions for 'non-medical purposes'”. Reuters. 2021년 9월 27일. 2022년 3월 9일에 원본 문서에서 보존된 문서. 2022년 3월 9일에 확인함.
25. 1 2  Master, Farah; Zhang, Albee (2022년 8월 16일). “중국의 낮은 출생률을 높이기 위해 낙태를 자제할 것”. 《Reuters》 (영어). 2022년 8월 16일에 원본 문서에서 보존된 문서. 2022년 8월 16일에 확인함.
26. ↑  “젊은 여성들에 대한 높은 낙태율이 우려된다”. 《China Daily》. 2022년 4월 26일. 2022년 4월 26일에 원본 문서에서 보존된 문서. 2022년 6월 29일에 확인함.
27. ↑  “중국에서 매년 1300만 건의 낙태가 실시된다”. 《The Guardian》 (영어). 2009년 7월 30일. 2023년 1월 3일에 원본 문서에서 보존된 문서. 2023년 1월 3일에 확인함.
28. ↑  “낙태에 대한 중국의 법원 판결이 중요하게 다가온다”. 《The Wall Street Journal》 (영어). 2022년 7월 6일에 [https://www.wsj.com/livecoverage/supreme-court-decision-roe-v-wade-6-24-2022/card/supreme-court-ruling-on-abortion-strikes-a-chord-in-china

-KLlZXDZy4KXKbUn50luA 원본 문서] |url= 값 확인 필요 (도움말)에서 보존된 문서. 2022년 7월 6일에 확인함. |url=에 라인 피드 문자가 있음(위치 140) (도움말)
29. ↑  Bearak, Jonathan Marc; Popinchalk, Anna; Beavin, Cynthia; Ganatra, Bela; Moller, Ann-Beth; Tunçalp, Özge; Alkema, Leontine (2022년 3월 1일). “2015–2019년 기간 동안 의도하지 않은 임신 및 낙태 발생의 나라별 추정치: 2015–2019년기간 글로벌 수준의 비교 분석”. 《BMJ Global Health》 (영어) 7 (3): e007151. doi:10.1136/bmjgh-2021-007151. ISSN 2059-7908. PMC 8943721. PMID 35332057. 2023년 3월 16일에 원본 문서에서 보존된 문서. 2023년 3월 25일에 확인함.
30. ↑  Junhong, Chu (2001년 6월). “중국 중부 농촌에서의 태아의 성별 결정과 성별 선택적 낙태”. 《인구와 발전 리뷰》 (영어) 27 (2): 259–281. doi:10.1111/j.1728-4457.2001.00259.x. ISSN 0098-7921. JSTOR 2695209.
31. 1 2  Hesketh, Therese; Lu, Li; Xing, Zhu Wei (2005). “The Effect of China's One-Child Family Policy after 25 Years”. 《New England Journal of Medicine》 353 (11): 1171–1176. doi:10.1056/NEJMhpr051833. PMID 16162890. 2012년 4월 21일에 원본 문서에서 보존된 문서. 2011년 12월 5일에 확인함.
32. ↑  Zhu, Wei Xing; Lu, Li; Hesketh, Therese (2009년). “중국의 남성 과잉, 성별 선택적 낙태, 그리고 일자리 정책: 2005년 국가 인구 조사 데이터 분석”. 《BMJ: British Medical Journal》 338 (7700): 920–923. doi:10.1136/bmj.b1211. JSTOR 20512658. PMC 2667570. PMID 19359290.
33. ↑  “China: new rules to prevent sex-selective abortions raise fears”. 《The Guardian》. 2018년 6월 22일. 2022년 6월 24일에 원본 문서에서 보존된 문서. 2022년 6월 24일에 확인함.
34. 1 2  “중국 – 성비 불균형으로 인해 강시성이 임신 14주 이후의 낙태를 제한했다”. 《International Campaign for Women's Right to Safe Abortion (SAWR)》 (미국 영어). 2022년 7월 6일에 원본 문서에서 보존된 문서. 2021년 6월 24일에 확인함.
35. ↑  Yee, Vivian. “중국의 낙태 감소 다짐, 대중 우려 환기”. 《The New York Times》 (미국 영어). 2021년 9월 27일에 원본 문서에서 보존된 문서. 2021년 6월 24일에 확인함.
36. 1 2  Rodriguez, Sarah Mellors (2023). 《Reproductive realities in modern China : birth control and abortion, 1911-2021》. Cambridge, United Kingdom: Cambridge University Press. ISBN 978-1-009-02733-5. OCLC 1366057905.
37. ↑  “China: RU-486, 낙태, 그리고 인구 추이”. 미국 주한 중국 대사관. 2000. 2002년 3월 11일에 원본 문서에서 보존된 문서. 2006년 9월14일에 확인함.
38. ↑  Wu S (2000). “중국의 의료 낙태”. 《J Am Med Women's Assoc》 55 (3 Suppl): 197–199. PMID 10846339.
39. ↑  “중국, 낙태약 판매 금지 재확인”. 《중국 인터넷 정보 센터》. 2018년 8월 16일에 원본 문서에서 보존된 문서. 2023년 1월 12일에 확인함.